# 屠光绍
屠光绍（1959年1月—），男，汉族，湖北鄂州人。1977年8月参加工作，1982年7月加入中国共产党。北京大学经济学专业毕业，硕士研究生学历，高级经济师。曾任中共上海市委常委、上海市人民政府常务副市长、市政府党组副书记，上海自貿區金融工作協調推進小組組長，中投公司总经理等职务。

## 生平
屠光绍于1978年考入北京大学历史系学习，本科毕业后转入经济系攻读研究生。1984年，获经济学硕士学位，并进入中共北京市委机关工作，任政策研究室主任科员；1987年，任中共北京市委商贸部宣传处副处长。1989年，调中国人民银行综合计划司工作，1991年升任中国人民银行全国金融市场报价交易信息系统中心副主任。
1993年，任改制后的中国证券交易系统有限公司副总经理。1995年，任中国证券监督管理委员会交易部主任；后历任中国证监会秘书长，上海证券交易所总经理兼党委书记等职；2002年升任中国证监会副主席。
2007年12月27日，任上海市人民政府副市长。2013年1月，升任中共上海市委常委、常务副市长。
2016年6月28日，任中投公司总经理，接替此前总经理李克平。2016年7月29日，上海市人大常委会决定免去屠光绍的上海市人民政府副市长职务。2018年1月，当选第十三届全国政协委员。